# ディープ・ゾーン・プロジェクト
ディープ・ゾーン・プロジェクト（Deep Zone Project）はブルガリアのハウス／エレクトロ音楽グループ。DJバルタザールとともに、「DJ, Take Me Away」でユーロビジョン・ソング・コンテスト2008のブルガリア代表に選ばれた。

## 歴史
ディープ・ゾーン・プロジェクトは2000年に3人の、東ヨーロッパにおいて楽曲製作とクラブ音楽作りを行っているミュージシャン、DJ、スタジオ・エンジニアによって結成された。
彼らのデビュー・アルバム『Ela Izgeiin』を2002年に発表した後、ディープ・ゾーン・プロジェクトとして知られるDJディアン（DJ Dian）、ロスコ（Rossko）、ルイボミル・サヴォフ（Luybomir Savov、ディアンの父）、ヨアンナ（Joanna）の4人は2002年のMM TV Music Awardsで5つのカテゴリにノミネートされた。最優秀楽曲にはバルカン半島一円で大ヒットとなった「Ela Izgrei」が選ばれた。続く2003年にはMM TV Awards Ceremonyに別の曲で登場し、「Without Caffeine」が最優秀クラブ・トラックに選ばれた。
彼らの大ヒット作「DJ, Take Me Away」はMTV EuropeのWorld Chart Expressにおいて第2位に達し、ユーロビジョン・ソング・コンテスト2008のブルガリア代表の座を勝ち取った。
DJバルタザールとの共演は、3万人以上を動員した彼らのブルガリア国内でのツアー「Welcome To The Loop」および「Red Line」（それぞれ20日ずつ）においてディープ・ゾーン・プロジェクトの新境地を切り開いた。

## メンバー
- DJディアン・ソロ（DJ Dian Solo）、本名:ディアン・サヴォフ（Dian Savov）- DJ、作曲、ビート製作、キーボード
- ジュラトン（JuraTone）、本名:リュボミル・サヴォフ（Lyubomir Savov）- ギター、作曲、アレンジ
- スタートラックス（Startrax）、本名:アレックス・キプロフ（Alex Kiprov） - キーボード、スタジオ・エンジニア
- ナディア - ヴォーカル

## 元メンバー
- ロスコ（Rossko）、本名ロセン・ストエフ（Rosen Stoev）- DJ、サウンド・エンジニア、レーザー・ハープ
- ヨアンナ（Yoanna）、本名ヨアンナ・ドラグネヴァ- ヴォーカル